# Acanthopsylla scintilla
Acanthopsylla scintilla är en loppart som först beskrevs av M.Rothschild 1936.  Acanthopsylla scintilla ingår i släktet Acanthopsylla och familjen Pygiopsyllidae.

## Underarter
Arten delas in i följande underarter:
- A. s. scintilla
- A. s. tasmanica